# Spectroreta
Spectroreta is een geslacht van vlinders van de familie eenstaartjes (Drepanidae), uit de onderfamilie Drepaninae.

## Soorten
- S. fenestra Chu & Wang, 1987
- S. hyalodisca Hampson, 1896